# Festina lente (most)
Festina lente (lat. Požuri polako) je pješački most u Sarajevu izgrađen 2012. godine. Povezuje Obalu Maka Dizdara s Radićevom ulicom, odnosno Obalom Kulina Bana na zapadnoj strani Miljacke. 
Pješački most nastao je iz potrebe da se povežu, ožive i obogate sadržaji na obalama rijeke Miljacke i omogući uvođenje novih sadržaja primjerenih najužoj urbanoj jezgri. Obala Maka Dizdara je obnovom šetališta i izgradnjom mosta značajno obogatila urbani ambijent, te je uz projekt za uređenje obližnje Radićeve ulice kao pješačke zone bez automobilskog prometa, uspostavljena ravnoteža između lijeve i desne obale rijeke.

## Arhitektura
Most je dužine 38 metara i širine 4-7 metara. Izgrađen je od čelične konstrukcije i obložen aluminijskim pločama. Ograda je od laminiranog stakla s drvenim rukohvatima. 
Most posjeduje LED rasvjetu na ogradi i na podu. U središnjem savijenom dijelu mosta postavljene su dvije drvene klupe u obliku dva vodoravna valjka. 
Na podu mosta na istočnoj kao i na zapadnoj strani početka mosta ugraviran je natpis 'Festina lente'.

## Povijest nastanka
Udruženje arhitekata Sarajeva raspisalo je konkurs 2007. godine i odabran je projekt autora Adnana Alagića, Amile Hrustić i Bojana Kanlića, tadašnjih studenata druge godine na obližnjoj Akademiji likovnih umjetnosti. 
Izgradnja mosta koštala je 2 milijuna konvertibilnih maraka a započeta je 20. listopada 2011. godine i završena u srpnju naredne godine (2012.). Most je svečano otvoren 22. kolovoza 2012. godine. Sredstva za izgradnju osigurala je Općina Centar.

## Vanjske poveznice
- Informativni medij o otvorenju  Arhivirana inačica izvorne stranice od 7. travnja 2014. (Wayback Machine)